# Geisei
Geisei (芸西村, Geisei-mura) est un village du district d'Aki, dans la préfecture de Kōchi au Japon.
Au 1er octobre 2019, la population s'élevait à 3 696 habitants répartis sur une superficie de 39,63 km2.